# Passionsfenster (Saint-Père-Marc-en-Poulet)

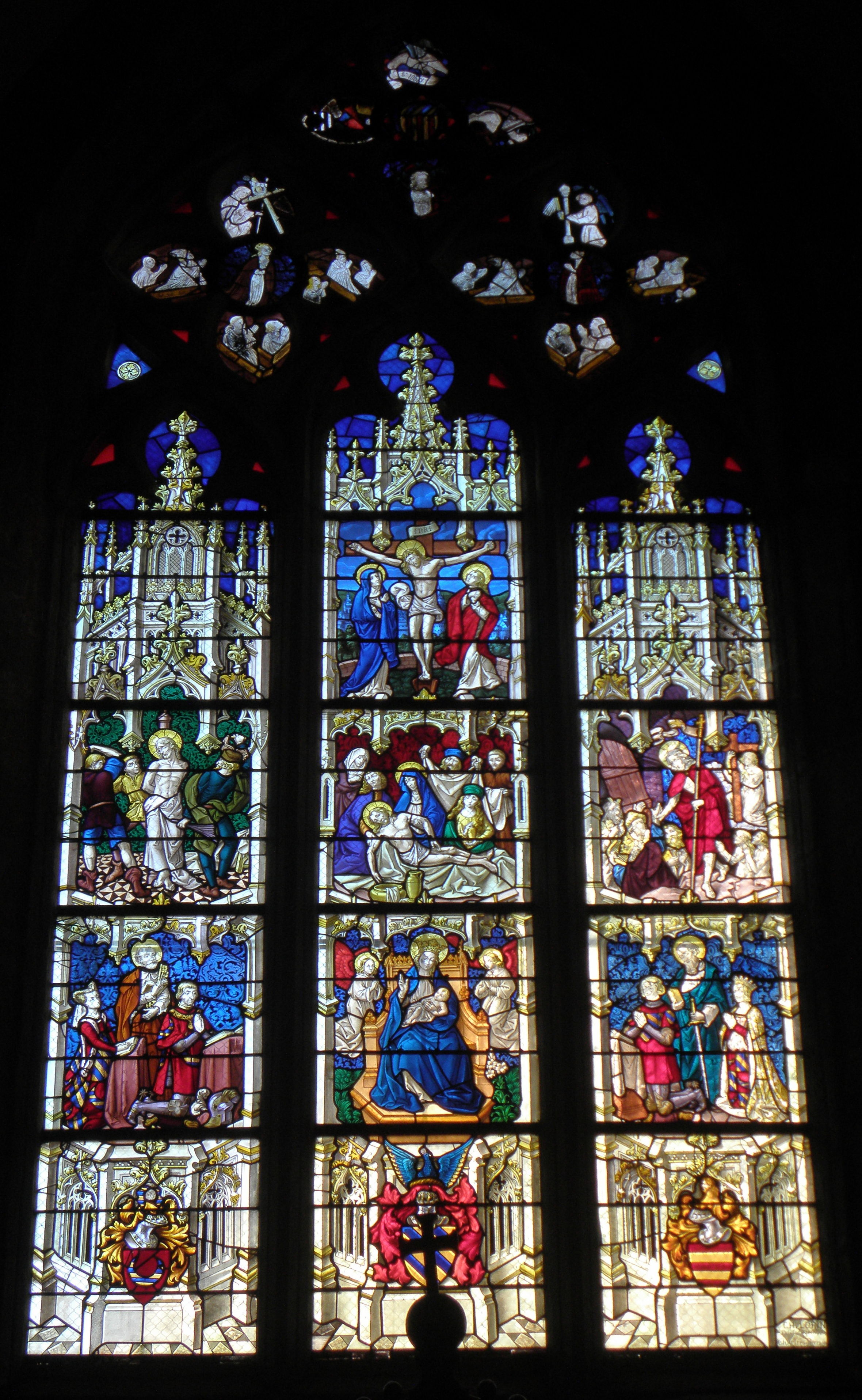
Passionsfenster in Saint-Père-Marc-en-Poulet

Das Passionsfenster in der katholischen Kirche St-Pierre in Saint-Père-Marc-en-Poulet, einer französischen Gemeinde im Département Ille-et-Vilaine in der Region Bretagne, wurde im 14. Jahrhundert geschaffen. Das Bleiglasfenster wurde 1919 als Monument historique in die Liste der geschützten Objekte (Base Palissy) in Frankreich aufgenommen.
Das Fenster stammt aus einer unbekannten Werkstatt. Es wurde von der alten Kirche in die ab 1901 erbaute neue Kirche übernommen. Das Fenster zeigt verschiedene Szenen aus dem Leidensweg Jesu und die Höllenfahrt Christi.
Unten sind die Stifter Jean de Tréal (hinter dem der Apostel Petrus steht), seine Frau und rechts seine weitere Familie (mit dem Apostel Paulus) dargestellt. In der Mitte ist die bekrönte Madonna mit Kind auf einem Thron flankiert von Engeln zu sehen.
Im Maßwerk sind unter anderem die Symbole der Evangelisten Johannes (Adler) und Markus (Löwe) dargestellt.

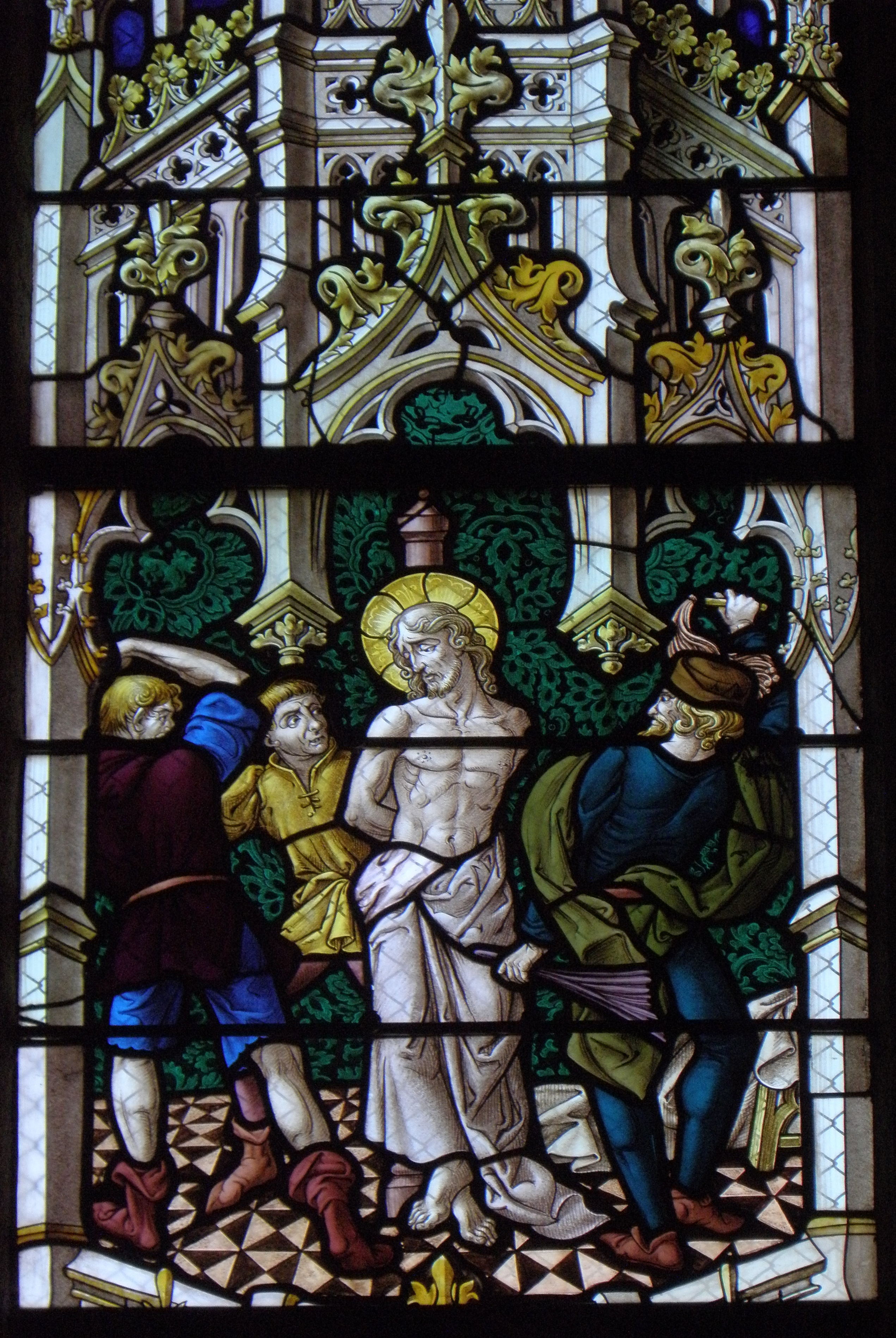
Geißelung Jesu
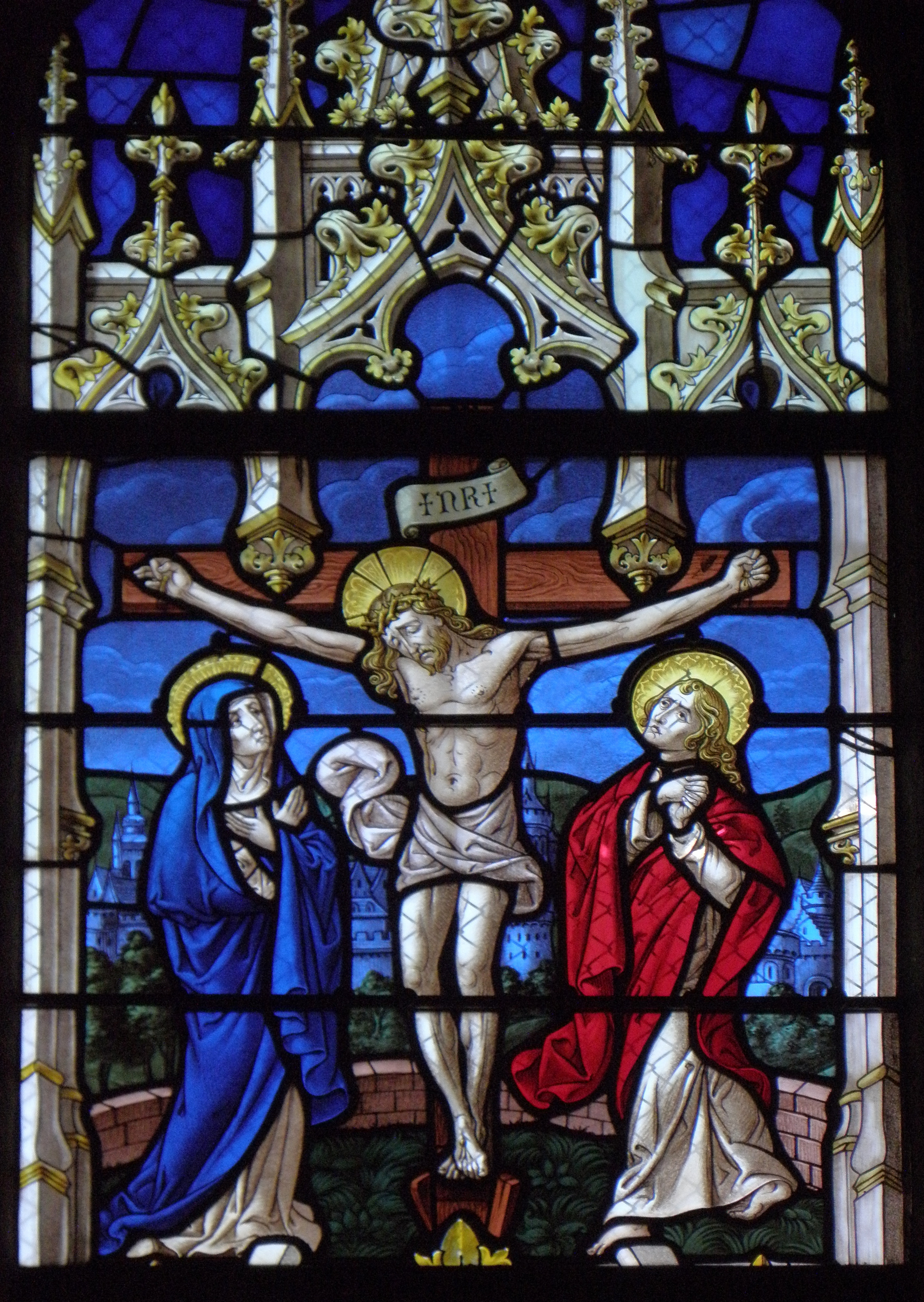
Kreuzigungsszene mit Maria und dem Apostel Johannes
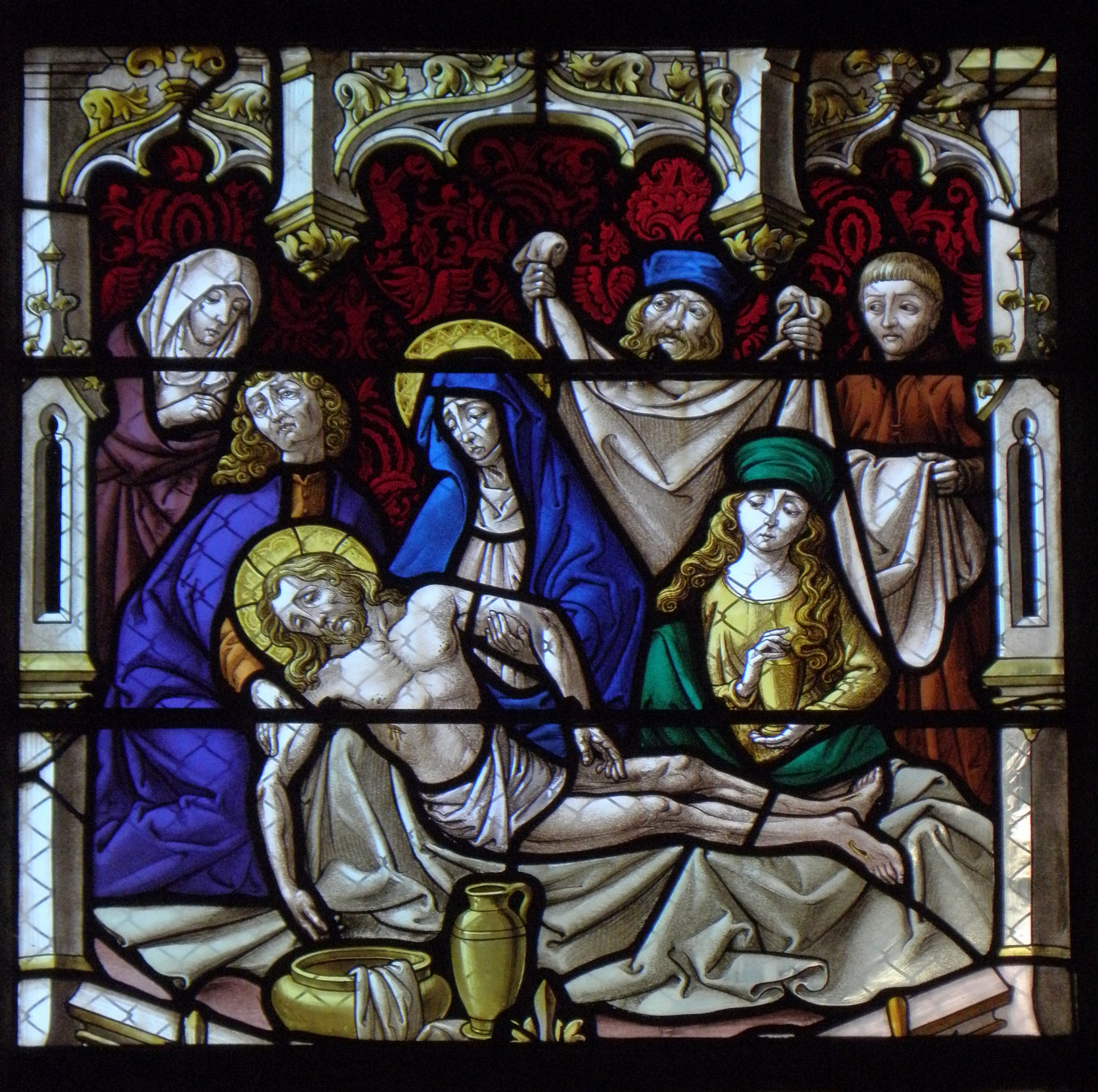
Grablegung Jesu
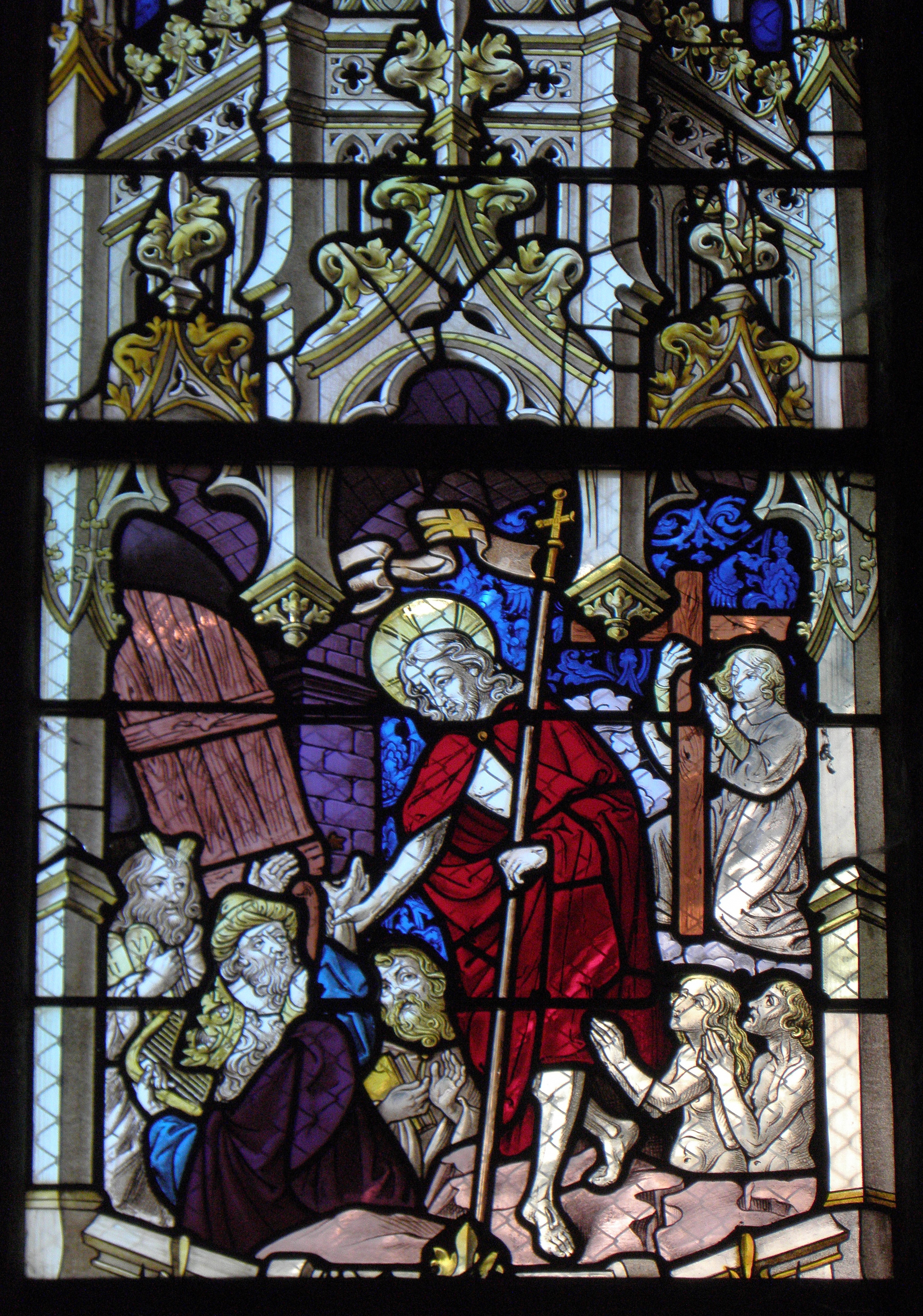
Höllenfahrt Christi

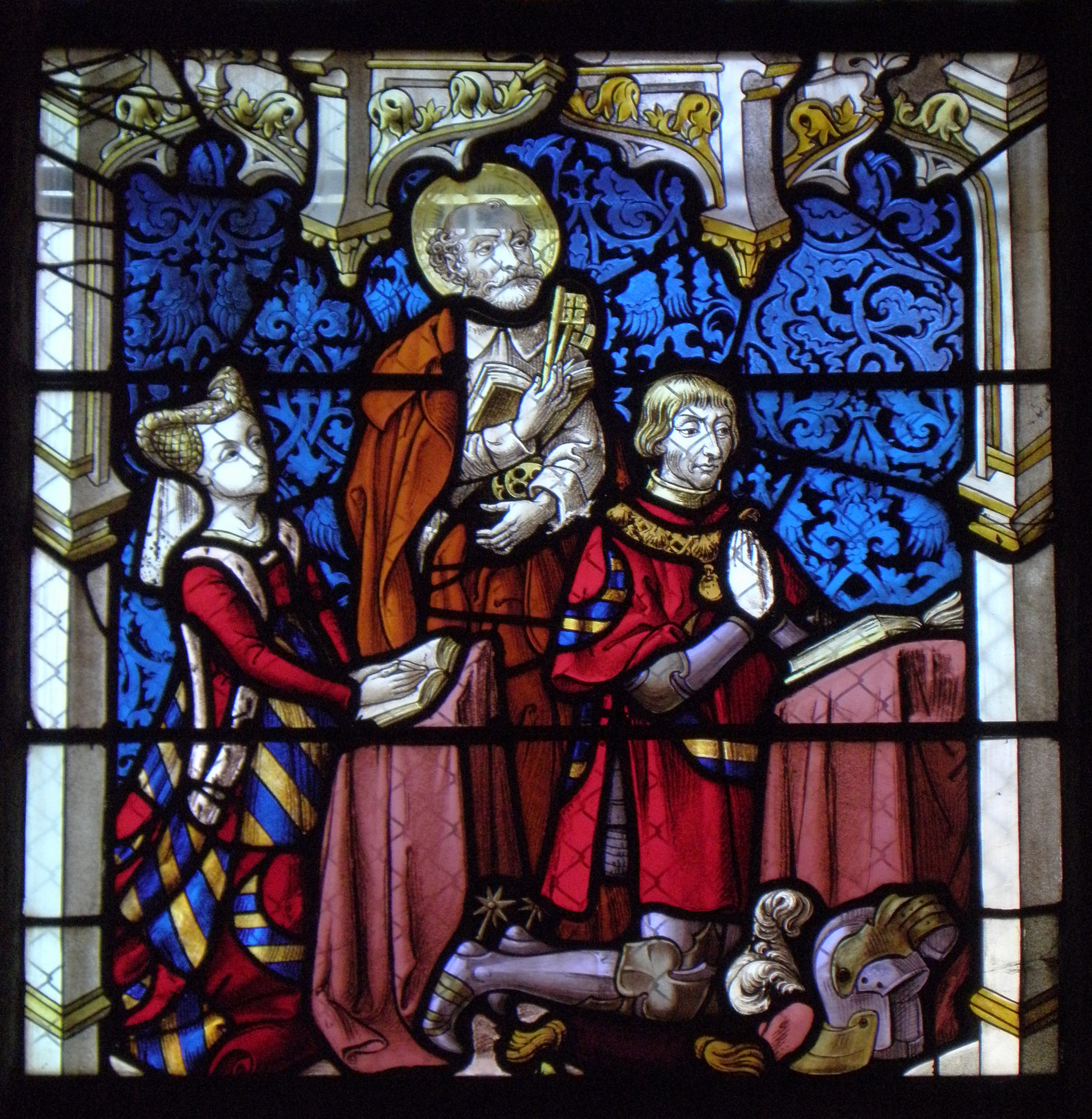
Die Stifter Jean de Tréal und seine Frau, dazwischen der Apostel Petrus
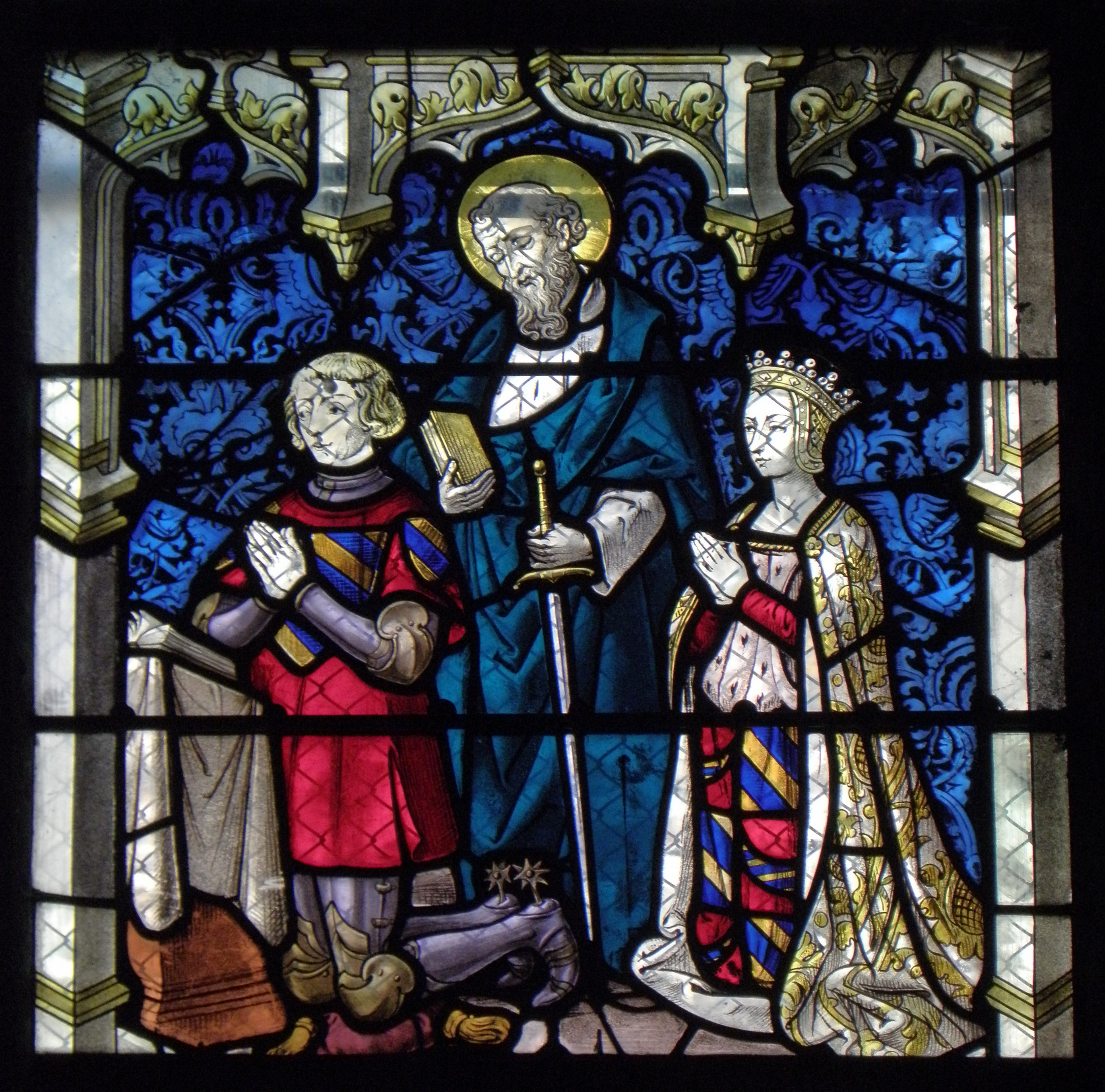
Weitere Mitglieder der Stifterfamilie mit dem Apostel Paulus
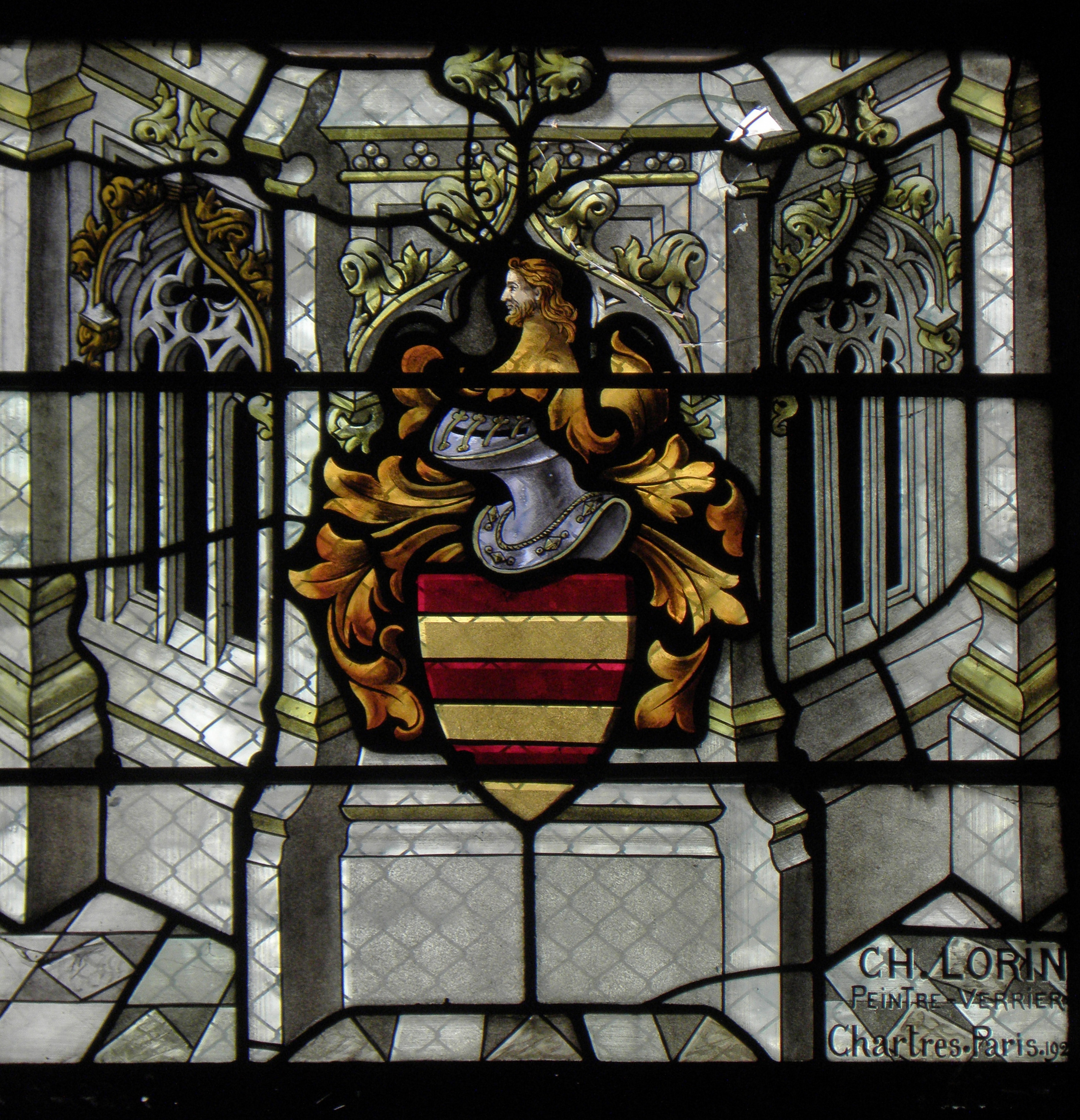
Wappen der Stifterfamilie
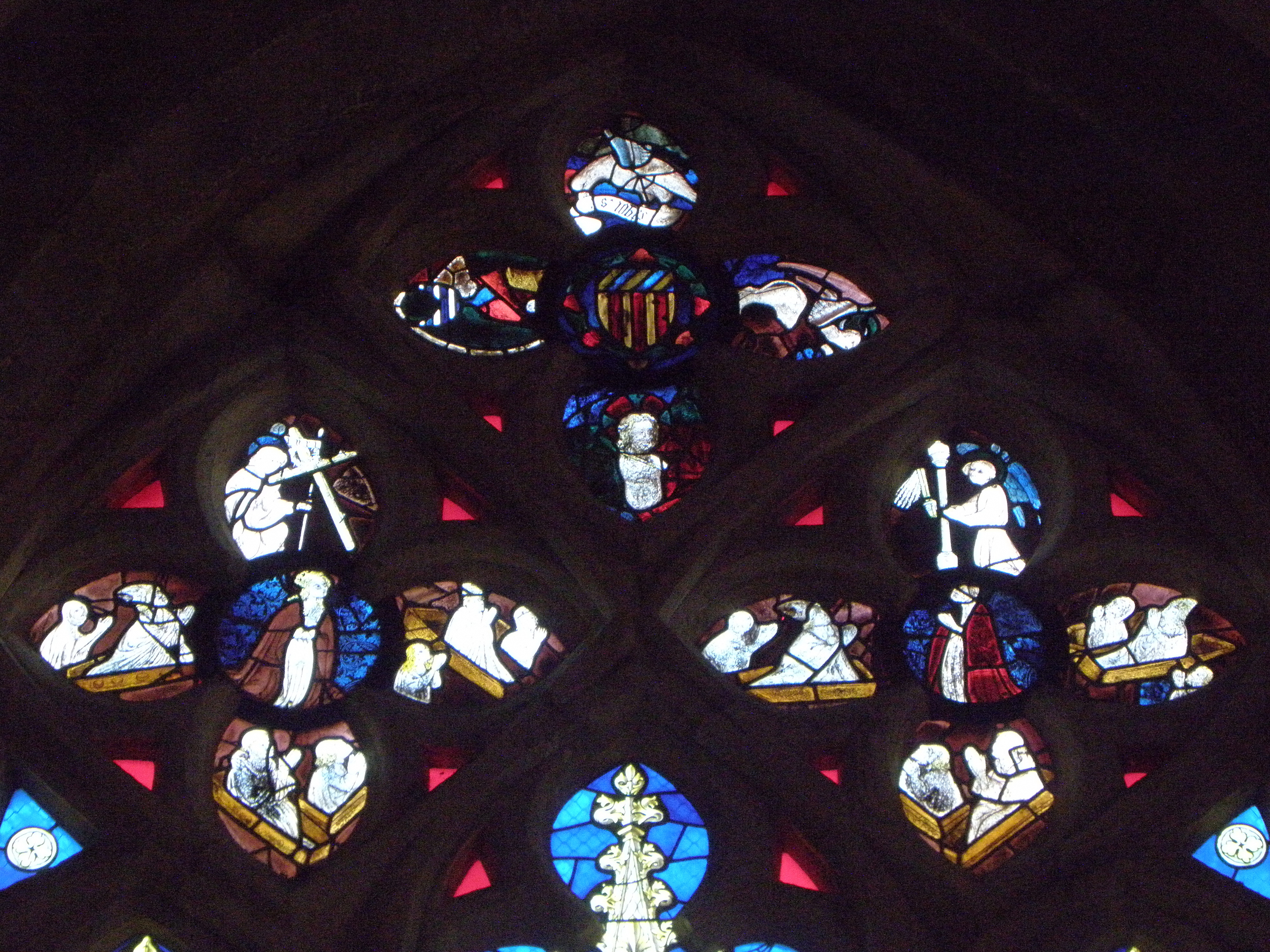
Maßwerk mit dem Adler des Evangelisten Johannes und dem Löwen des Evangelisten Markus